# Enigmatske novine
Enigmatske novine je bio hrvatski zagonetački tjednik iz Zagreba. Prvi broj izašao je 1952. godine. List je izlazio tjedno kroz deset brojeva. Izdavač je bio Vjesnik. Glavni urednik bio je Tomislav Butorac. ISSN je 0420-2600.